# Пластилінова ворона
«Пластилінова ворона» — мультиплікаційний фільм 1981 року Олександра Татарського, його перша офіційна режисерська робота. Мультфільм включав три сюжети за віршами Олександра Кушнера «Про картини», Овсія Дріза «Гра» й Едуарда Успенського «А може, а може…».

## Передісторія
Свій перший особистий мультфільм молодому режисерові Татарському було дозволено створити як виняток за допомогу столичному московському телебаченню в розробці анімаційних заставок для Олімпіади в Москві 1980 року.

## Техніка
Частини «Про картини» і «Гра» становлять собою анімовані малюнки дітей мультстудії Центрального республіканського палацу піонерів м. Києва, а частина «А може, а може…» виконана технікою пластилінової анімації. Також усі частини містять фото- та відеовставки.

## Сюжет

### Про картини
Мультфільм у пісенній формі розповідає про жанри картинного живопису: пейзаж, натюрморт і портрет.

### Гра
Ця частина мультфільму розповідає про дитячу гру з періодичним розплющенням і заплющенням очей. Усяк раз, розплющуючи очі, оповідач вражається якими-небудь новими побаченими деталями.

### А може, а може…
Пародія на байку Крилова «Ворона і Лисиця». Мультфільм розповідає про оповідача, який забув сюжет байки і намагається згадати його за ходом розповіді. Так, замість ворони з'являються то собака, то корова (й одного разу навіть бегемот), а замість лисиці — спочатку страус, а потім двірник. Спотворивши сюжет байки, оповідачі спотворили і її мораль:
| (рос.)                                                                                       |  |  |  |  |  |  |  |  |  |  |  |  |  |  |  | (укр.)                                                                                            |
| Не стойте и не прыгайте, Не пойте, не пляшите Там, где идёт строительство Или подвешен груз. |  |  |  |  |  |  |  |  |  |  |  |  |  |  |  | Не стійте і не стрибайте, Не співайте, не танцюйте Там, де йде будівництво Або підвішений вантаж. |

Також тут звучить «Футбольний марш» (00:07).

## Звук, музика, голоси
- Пісня третьої частини мультфільму спочатку мала звучати звичайним темпом, проте під час запису Татарський не простежив хронометраж звуку, через що замість необхідних 5 хвилин для створеної анімації вийшло 8 хвилин. Режисер не знав, як бути; поки не мали рішення, записали і голоси. У монтажній Татарський випадково почув, як відновлювався грамофонний запис виступу Леніна: швидкість звучання була то швидше, то повільніше. Режисер поцікавився у реставратора, як це виходить. Технологія була проста: на тонвал котушкового магнітофону намотувалася ізоляційна стрічка, через що плівка подавалася на відтворювальну головку швидше, і темп звучання також прискорювався. Зрозумівши, що це може бути вирішення ситуації, Олександр Татарський, заплативши реставраторові 70 рублів, стиснув 8-хвилинний запис до необхідних 5 хвилин, унаслідок чого пісня придбала своє відоме «мультяшне» звучання[4].
- Леонід Бронєвой (разом із Олексою Павловим) заспівав у другій частині мультфільму («Гра») пісню «Заплющувати і розплющувати очі».
- Основна частина мелодії в третій частині мультфільму («А може, а може…») — злегка змінений куплет ірландської народної пісні «Whiskey in the Jar», «бридж» у її середній частині («Аж тут лисиця бігла, а може, і не бігла…»[5]) — цитата пісні Джорджа Харрісона «My Sweet Lord»[ru]. Мелодія також була використана в пісеньці молодшого міністра до х/ф «Казки старого чарівника».

## Творчий авторський колектив
| режисер                | Олександр Татарський |
| сценарист              | Олександр Татарський |
| художник-постановник   | Ігор Ковальов |
| художники              | Олена Косарєва, Олександр Татарський, Олександр Распопов                                                                  |
| оператор               | Ернст Гаман |
| директор               | Лідія Варенцова |
| композитор             | Григорій Гладков |
| звукооператор          | Неллі Кудріна |
| редактор               | Валерія Коновалова |
| ролі озвучували        | Григорій Гладков (Про картини), Альоша Павлов і Леонід Бронєвой (Гра), Лев Шимелов і Олександр Левенбук (А може, а може…) |
| монтажник              | Любов Георгієва |
| тексти пісень (віршів) | Олександр Кушнер («Про картини»), Овсій Дріз («Гра»), Едуард Успенський («А може, а може…»)                               |

## Цензура
Після того як зйомку фільму було завершено, державна цензура його одразу ж заборонила, визнавши його «ідеологічно безідейним». Врятували картину Ксенія Марініна й Ельдар Рязанов, які показали наперекір цензорам «Ворону» в одному з випусків «Кінопанорами».

## Нагороди
- Фільм «Пластилінова ворона» отримав понад 25 призів[7]
  - «Гран-прі» на Всесоюзному фестивалі телефільмів, 1981;
  - Диплом МКФ в Габрово, Болгарія, 1983 та ін.

## Цікаві факти
- Усі три частини мультфільму об'єднує один другорядний персонаж — старенька бабуся з вибивачкою для килимів.
- На створення мультфільму пішло близько 800 кг радянського пластиліну, який через бляклі кольори довелося розфарбовувати фарбами.

- Едуард Успенський в одному з телеінтерв'ю сказав, що текст про «А може, то ворона…»[8] він написав всього за півгодини.
- Олександр Татарський спочатку хотів зробити мультфільм за віршем Успенського «Жило собі слоненя»[9], побудованим за принципом плутанини («Одне смішне слоненя, // А може, не слоненя, // А може, порося, // А може, крокодил…»[10]), напрочуд підходить для втілення у пластиліні. Однак мультфільм за цим віршем уже був відзнятий Борисом Ардовим. І тоді Успенський почав імпровізувати, дійсно придумавши нову версію «пластичної» казки протягом того часу, що потрібен був для її запису.